# Євдокія Макремболітіса
Євдокія Макремболітіса (*Εὐδοκία Μακρεμβολίτισσα, бл. 1021 — 1096) — візантійська імператриця. У нащадків за свою вченість дістала прізвисько «Друга Іпатія».

## Біографія
Походила зі знатного константинопольського роду Макремболітів. Донька Іоанна Макремболіта та представниці роду Кіруларіїв (небоги константинопольського патріарха Михайло I). Відрізнялася красою. Здобула чудову освіту, відзначалася схильністю до наук. Приблизно 1050 року стала дружиною Костянтина Дуки. У 1057 році батько Євдокії брав участь у змові проти імператора Михайла VI.
У 1059 році Костянтин Дука стає імператором, а Євдокія — імператрицею. Стає близькою порадницею чоловіка, водночас набуває політичного досвіду й навичок керування державою. У 1067 році після смерті імператора Костянтина X стає регенткою при синові Михайлі VII, зобов'язавшись ніколи більше не виходити заміж (цей лист зберігався у константинопольського патріарха Іоанна VIII. Невдовзі вона стикнулася з амбіціями брата померлого чоловіка — Іоанна Дуки, який намагався правити імперією замість небожа.
В цей час було розкрито заколот Романа Діогена, якого доправили до регентки, щоб вирішити його долю. Євдокія з першого погляду закохалася в Діогена. Водночас вона розраховувала на підтримку Романа Діогена у боротьбі з Іоанном Дукою. Євдокія переконала патріарха скасувати рішення Костянтина X й отримала дозвіл на новий шлюб. Весілля Євдокії і Романа відбулося 1 січня 1068 року. Тоді ж той став імператором Романом IV.
Правила разом з чоловіком, при цьому їй переважно належала цивільна влада, оскільки Роман IV більше опікувався військом й походами проти сельджуків у Малій Азії. У 1071 році чоловік Євдокії зазнав поразки у битві біля Манцикерту й потрапив у полон. Тоді ж Іоанн дука зумів передати владу Михайлу VII, який до того був номінальним імператором. Водночас свій політичний вплив зберегла імператриця.
Того ж року Романа IV було звільнено, проте дуки намагалися змусити Євдокію оголосити чоловіка позбавленим трону. Але та відмовилася. Натомість Євдокію було повалено й запроторено до монастиря Св. Марії в Босфорській протоці. У 1078 році новий імператор Никифор III запропонував Євдокії одружитися, проте через інтриги шлюб не відбувся. Слідом за цим колишню імператрицю знову відправлено до монастиря. Тут вона займалася науковими справами. Померла черницею у 1096 році.

## Творчість
Євдокії тривалий час приписували історико-міфологічний словник «Ліжко фіалок» (Ἰωνιά), де зібрано родовід богів, героїв і героїнь, їхні зміни та пригоди. Втім натепер майже доведено, що це праця XVI ст.

## Родина
1. Чоловік — Костянтин X Дука, візантійський імператор.
Діти:
- Михайло, імператор
- Андронік, свівімператор в 1068—1078 роках
- Костянтин, свівімператор у 1060—1078 роках
- Анна Дукена, черниця
- Теодора Анна Дукена, дружина Доменіко Сельво, дожа Венеціанської республіки
- Зоя Дукена, дружина Адріана Комніна

2. Чоловік — Роман IV Діоген, візантійський імператор.
Діти:
- Никифор, співімператор
- Лев, співімператор